# Punta de Maisi Airport
Punta de Maisi Airport är en flygplats i Kuba.   Den ligger i provinsen Provincia de Guantánamo, i den östra delen av landet, 900 km öster om huvudstaden Havanna. Punta de Maisi Airport ligger 15 meter över havet.
Terrängen runt Punta de Maisi Airport är varierad. Havet är nära Punta de Maisi Airport åt nordost.  Närmaste större samhälle är Maisí, 0,62 km nordväst om Punta de Maisi Airport. 